# ويليام هنتر (سياسي أمريكي، مواليد 1805)
ويليام هنتر (بالإنجليزية: William Hunter)‏ هو سياسي أمريكي، ولد في 1805، وتوفي في 1886.